# Corynaea
Corynaea é um gênero de traça pertencente à família Agonoxenidae.